# محمية قطر البريطانية
كانت الحماية البريطانية لقطر دولة تشكلت بعد أن تخلى العثمانيون رسمياً عن السيادة على قطر لصالح البريطانيين.

## التاريخ

### نقل السيادة
تخلى العثمانيون رسمياً عن السيادة على قطر في عام 1913 ، وفي عام 1916 وقع الحاكم الجديد عبد الله بن جاسم آل ثاني معاهدة مع بريطانيا ، وبذلك فرضت المنطقة تحت نظام الهدنة. وهذا يعني أن قطر تخلت عن حكمها الذاتي في الشؤون الخارجية ، مثل سلطة التنازل عن الأراضي ، وشؤون أخرى ، مقابل الحماية العسكرية البريطانية من التهديدات الخارجية. تضمنت المعاهدة أيضًا أحكامًا تحظر القرصنة وتهريب الأسلحة ، لكن البريطانيين لم يكونوا صارمين في تطبيق هذه الأحكام.
على الرغم من حصول قطر على الحماية البريطانية ، كان موقف عبد الله بن جاسم غير آمن. ورفضت القبائل المتمردة دفع الجزية ؛ أفراد الأسرة الساخطون مكترثون ضده ؛ وشعر بالضعف أمام مخططات البحرين والسعودية. كان آل ثاني أمراء تجارًا يعتمدون على التجارة وخاصة تجارة اللؤلؤ ، ويعتمدون على قبائل أخرى ليقاتلوا من أجلهم ، وفي مقدمتهم بني هاجر الذين يدينون بالولاء لابن سعود ، أمير نجد والأحساء. على الرغم من الطلبات العديدة التي قدمها عبد الله بن جاسم للحصول على دعم عسكري قوي وأسلحة وقرض ، كان البريطانيون مترددين في الانخراط في الشؤون الداخلية. تغير هذا في الثلاثينيات ، عندما اشتدت المنافسة على الامتيازات النفطية في المنطقة.

### التنقيب عن النفط
أدى التدافع على النفط إلى زيادة المخاطر في النزاعات الإقليمية الإقليمية ودل على الحاجة إلى إقامة حدود إقليمية. جاءت الخطوة الأولى في عام 1922 في مؤتمر حدودي في العقير عندما حاول المنقب الرائد فرانك هولمز ضم قطر إلى امتياز نفطي كان يناقشه مع ابن سعود. رأى السير بيرسي كوكس ، الممثل البريطاني ، من خلال الحيلة ورسم خطًا على الخريطة التي تفصل شبه جزيرة قطر عن البر الرئيسي. تم إجراء أول مسح للنفط في عام 1926 تحت إشراف جورج مارتن ليس ، الجيولوجي المتعاقد مع شركة النفط الأنجلو-فارسية ، ولكن لم يتم العثور على أي نفط. برزت قضية النفط رأسها مرة أخرى عام 1933 بعد إضراب نفطي في البحرين. وكان ليز قد أشار بالفعل إلى أنه في مثل هذا الاحتمال ، ينبغي التحقيق مع قطر مرة أخرى. بعد مفاوضات مطولة في 17 مايو 1935 ، وقع عبد الله بن جاسم اتفاقية امتياز مع الممثلين الأنجلو-فارسيين لمدة 75 عامًا مقابل 400000 روبية عند التوقيع و 150.000 روبية سنويًا مع الإتاوات. كجزء من الاتفاقية ، قدمت بريطانيا العظمى وعودًا محددة للمساعدة أكثر مما كانت عليه في المعاهدات السابقة. نقلت الأنجلو-فارسية الامتياز إلى الشركة الفرعية شركة IPC لتنمية البترول (قطر) المحدودة. من أجل الوفاء بالتزاماتها بموجب اتفاقية الخط الأحمر.
ادعت البحرين سيطرتها على مجموعة من الجزر تشمل البلدين في عام 1936. وكانت أكبر الجزر جزر حوار ، وتقع قبالة الساحل الغربي لقطر ، حيث أقام البحرينيون ثكنة عسكرية صغيرة. قبلت بريطانيا الادعاء البحريني بشأن اعتراضات عبد الله بن جاسم ، ويرجع ذلك في جزء كبير منه إلى أن المستشار البريطاني الشخصي لشيخ البحرين كان قادرًا على صياغة قضيتهم بطريقة قانونية مألوفة للمسؤولين البريطانيين. في عام 1937 ، طالب البحرينيون مرة أخرى ببلدة الزبارة المهجورة بعد تورطهم في نزاع يشمل قبيلة النعيم. أرسل عبد الله بن جاسم قوة كبيرة مدججة بالسلاح ونجح في هزيمة النعيم. أيد السياسي البريطاني المقيم في البحرين ادعاء قطر وحذر حمد بن عيسى آل خليفة ، حاكم البحرين ، من التدخل عسكريًا.